# Michael H. Walsh
Michael Harries Walsh (geboren am 8. Juli 1942 in Binghamton, New York; gestorben am 6. Mai 1994 in Houston) war ein amerikanischer Manager. Er war unter anderem Chief Executive Officer (CEO) der Bahngesellschaft Union Pacific Railroad und des Mischkonzerns Tenneco Inc.

## Leben
Michael H. Walsh wurde als drittes von vier Kindern geboren. Sein Vater war in Binghampton Manager von mehreren Kinos. 1953 zog die Familie nach Portland (Oregon).
In seiner Jugend widmete sich Walsh vor allem dem American Football an der Lincoln High School. Als bester Runningback seines Jahrganges erhielt er ein Stipendium an der Stanford University. Auf Grund mehrerer Schulterverletzungen musste er jedoch die sportliche Karriere beenden. Bald darauf starb sein Vater an Darmkrebs.
1964 macht er seinen Abschluss in Wirtschaftswissenschaften. 1965 war er in der ersten Gruppe der White House Fellows. Dort traf er seine Frau Joan Royter, die ausländische Studenten an der American University betreute. 1967 heirateten die beiden. Das Paar hatte zwei Kinder. Anschließend studierte er an der Yale Law School und machte 1969 seinen Abschluss. Dem folgte eine erste Tätigkeit als öffentlicher Verteidiger in San Diego. Während dieser Zeit war er an der Gründung von Common Cause durch John W. Gardner beteiligt. 1977 wurde er von Präsident Jimmy Carter zum Staatsanwalt für den südlichen Distrikt von Kalifornien ernannt. Seine Aktivitäten und seine Energie schienen eine gute Basis für einen weiteren Aufstieg in der Politik zu bilden.
1980 erhielt er das Angebot der Cummins Engine Company in Columbus (Indiana) für die Position des Vizepräsidenten für den Bereich „Internationale Produktion“. Neben der besseren Bezahlung war es vor allem die Herausforderung der Tätigkeit, die ihm bewog, in die freie Wirtschaft und nach Indiana zu wechseln. Vier Jahre später war er Executive Vice Präsident und Mitglied des Aufsichtsrates. Er war unter anderem verantwortlich für die Einführung von Total-Quality-Management bei Cummins um auf die Herausforderungen durch die japanische Konkurrenz (Komatsu) zu antworten.
Nach dem Rücktritt von John C. Kenefick als CEO und Chairman von Union Pacific Railroad und dem kurzen Intermezzo von Andrew L. Lewis in dieser Funktion bei der Bahngesellschaft konnte Michael Walsh gewonnen werden, diese Funktion zu übernehmen. Zu dieser Zeit stand die Gesellschaft in starkem Fokus der Muttergesellschaft Union Pacific Corporation, da sie nicht genügend Gewinn erwirtschaftete, um eine angemessene Rendite des eingesetzten Kapitals zu erzielen. Das Unternehmen stand damit vor der Herausforderung starke Kostenreduzierungen durchzusetzen. Er reduzierte die Mitarbeiterzahl von rund 37.600 auf 29.500. Darunter fielen auch 600 Jobs im Management. Gleichzeitig reduzierte er die Leitungsebenen von neun auf vier.
Walsh spekulierte darauf, dass er Nachfolger von Andrew Lewis an der Spitze der Union Pacific Corporation werden könnte. Dies war jedoch von Lewis nicht erwünscht. Im Sommer 1991 wurde Walsh vom Konglomerat Tenneco Inc. abgeworben. Das Unternehmen kämpfte mit seinem umfangreichen Unternehmensportfolio. So musste 1991 ein Verlust von 732 Millionen Dollar verzeichnet werden. Zuerst sollte er nur den angeschlagenen Landwirtschaftsmaschinenbereich J. I. Case leiten. Dies lehnte er aber ab und er wurde schließlich zum Chairman und Chief Executive Officer der gesamten Gesellschaft ernannt und war daneben speziell für die Bereiche Schiffbau, Energie und Landwirtschaftsmaschinen zuständig. Einer seiner ersten Schritte war die Entlassung von 6.000 Beschäftigten, die Halbierung der Dividende und der Schließung mehrerer Herstellerwerke des Traktorenproduzenten. Insgesamt wurden während seiner Amtszeit 14.000 Arbeitsplätze (etwa 16 %) gestrichen. Somit war es möglich bereits 1993 einen Gewinn von 426 Millionen Dollar zu erzielen. Der Aktienpreis stieg von 27,275 Dollar im Dezember 1991 auf 47 Dollar im Mai 1994.
Im Januar 1993 wurde bei ihm ein Hirntumor diagnostiziert. Diese Diagnose wurde von im offen kommuniziert. Im November 1993 gab er bekannt, dass der Krebs besiegt sei. Im Januar 1994 wurde bei einer Operation totes Gewebe entfernt. In der Folge gab er am 23. Februar 1994 den Rücktritt von seiner Position bei Tenneco bekannt. Am 6. Mai 1994 starb er an den Folgen der Erkrankung.